# Parastenopa marcetiae
Parastenopa marcetiae är en tvåvingeart som beskrevs av Mario Bezzi och Tavares 1916. Parastenopa marcetiae ingår i släktet Parastenopa och familjen borrflugor. Inga underarter finns listade i Catalogue of Life.